# Bug Juice
Bug Juice  é um reality show do Disney Channel que estreou em 28 de Fevereiro, 1998. A série é focada em 10 crianças e suas aventuras no acampamento de verão. Juntas, elas trabalham e se tornam amigas.

## História e Produção
O co-criador da série, Douglas Ross, pensou que o acampamento de verão seria o "cenário perfeito para um programa baseado na realidade voltado para crianças de 9 a 12 anos". Ross, um ex-campista, lançou a ideia para o Disney Channel e o então chefe de programação e produção Rich Ross. Ele recebeu a luz verde para criar a série sem um episódio piloto. A localização, Acampamento Waziyatah, foi decidida alguns meses antes do início da temporada de 1997. Os produtores realizaram cerca de 100 entrevistas telefônicas e 60 visitas domiciliares antes de selecionar 27 campistas. Foram escolhidos quatro conselheiros de acampamento do grupo existente do campo e 350 membros do público em resposta a uma chamada aberta na Internet. A primeira temporada foi filmada por 56 dias seguidos por três tripulações de filmes. As cabanas de meninos e meninas tinham todas as equipes masculinas e femininas, lideradas pelos diretores Donald Bull e Laura Zucco, respectivamente.
Em 15 de julho de 1999, foi anunciado que uma segunda temporada havia sido encomendada; Estreou em 5 de março de 2000. Em junho de 2000, a produção começou em uma terceira temporada, que foi anunciada em 12 de julho; it began airing on June 3, 2001.

## 1ª Temporada

### Episódios
A 1ª Temporada ocorre em Waterford, Maine, no acampamento Waziyatah, que está em operação desde 1922. O acampamento é dividido em duas sessões. Cada sessão é de quatro semanas. It premiered on February 28, 1998.
1. "Acampamento Waziyatah"
2. "Conhecendo você"
3. "Para Clique ... ou Não para Clique"
4. "Limite de Aventura: Bushwack"
5. "Moléculas colidindo"
6. "Mostra de Talentos de Menino a Men"
7. "Fogueira da Unidade"
8. "Tremores secundários"
9. "Sem dor sem ganho"
10. "Boa Garotos, Finalizar os últimos"
11. "Adeus, sessão um"
12. "Ch, Ch, Chances"
13. "Sessão 2"
14. "Vira, Vira, Vira"
15. "Quando os meninos vão embora, as meninas vão jogar"
16. "Nós devemos superar"
17. "Flerte com desastre: Viagem na canoa"
18. "A Última Hurra"
19. "Tanto tempo, Farewell"
20. "Página de recados"

### Elenco
Acampamento Counselors
1. - Amendoim
2. - Rhett Bachner (Bosque 4)
3. - Morgan Will (Bosque 4)
4. - Luna Hammond (Colina 4)
5. - Annie (Colina 4)
6. - Gregory Weiss é o Candyman.

Bosque 4 (Sessão 1)
1. - Andrew Johnson
2. - Darnell Jordan
3. - Asa Korsen
4. - Connor Shaw
5. - Everett Boyle
6. - Andy White
7. - Hassan A. Omar
8. - Jon Adler
9. - Jason Wool
10. - Malik Sollas

Bosque 4 (Sessão 2)
1. Andrew Johnson
2. - Darnell Jordan
3. - Asa Korsen
4. - Hassan A Omar
5. - Jon Adler
6. - Malik Sollas
7. - Max Brallier
8. - Andy Freed
9. - Justin Simon
10. - Patrick Milhaupt

Colina 4 (Sessão 1)
1. - Alison Harding
2. - Caitlin Welby
3. - Lauren Plumley
4. - Martha
5. - Mary Elizabeth Bradley
6. - Megan Tarr
7. - Sarai Abdullah Fife
8. - LaKisha Barksdale
9. - Jenny
10. - Stephanie Etkin

Colina 4 (Sessão 2)
1. - Caitlin Welby
2. - Sarai Abdullah Fife
3. - LaKisha Barksdale
4. - Stephanie Etkin
5. - Annie Friedman
6. - Cammie Delany
7. - Sarah Ceglarski
8. - Molly McGuinness
9. - Anna Korsen

## 2ª Temporada

### Episódios
A 2ª temporada ocorre em Horse Shoe, Carolina do Norte, no Acampamento Highlander. O acampamento é dividido em três sessões. Estreou em 5 de março de 2000.
1. "Sua aventura começa aqui"
2. "Você nunca sabe até tentar"
3. "A saída do Velho"
4. "Você recebe o que você dá"
5. "Britânicos, Lutas & Videotape"
6. "Amigos velhos e novos amigos"
7. "Eu vou andar aqueles medos para fora da minha cabeça"
8. "Primeiros adeus"
9. "Trazendo os Novos Recrutas"
10. "A dança do amor"
11. "Escalada em direção à aceitação"
12. "Olhando lá fora"
13. "Você não precisa ser uma estrela para brilhar"
14. "Tchau Julho!"
15. "Novas Crianças no Ônibus"
16. "Descobrindo seu campista interno"
17. "Contagem regressiva começa"
18. "A Guerra Acaba no Highlander"
19. "E o vencedor é..."
20. "Veja, Highlander"

### Elenco
Os conselheiros masculinos da cabana 28 são Andrew Cohen e Andrew Foti. As conselheiras da Cabana 6 são Amanda Peryln, Nicki K, Tiffany Lydon e Ali Baske.
Os camponeses da Sessão A incluem Libby, Maryanne, Sarah, Jenny, Alex, Simana, Annette, Nikki, Samantha e Michaela. Na sessão B, Annette e Samantha são acompanhadas por Hilary, Michelle, Kelly, Kim, Jennifer, Michelle, Baylor e Jessica. Na sessão C, Kim, Jennifer, Baylor e Jessica são acompanhados por Jess, Gaby, Dalit, Danielle, Alanna e Jasmyne.
Os campistas masculinos na Sessão A incluem Steven, Kevin, Sam, Alvan, Jared, Austin, Ricky, Brendan, Alex, Chasen. Na sessão B, Steven, Alvan, Ricky e Chasen são acompanhados por Josh, Steffen, Hunter, Farb, Tyler e Conor. Na sessão C, Ricky, Josh, Hunter e Farb são acompanhados por Michael, Steven, Marcellus, Brandon, Brendan e Kevin.

## 3ª Temporada

### Episódios
A terceira temporada ocorre em Tererro, no Novo México, no Brush Ranch Camp. O acampamento é dividido em duas sessões de quatro semanas. A temporada começou a ser transmitida em 3 de junho de 2001.
1. "Bem-vindo ao Acampamento Brush Ranch"
2. "A Vingança de JJ"
3. "Escolhas e Consequências"
4. "DJ Shade Salva a Dança"
5. "Ficando Sujo"
6. "Fim do Brush Ranch"

### Elenco
Os campistas masculinos em Rustlers incluem JJ (como Shade), Lee, Alex, Brendon, Josh, Bryan, Todd, Houston, Alex J. e Jordan na 1ª sessão. A 2ª sessão inclui Jake, Aaron, Brendon, Sam, Bryan, Terrance, Will, Mike, Josh e Carl.
Os campistas em Indian Creek incluem Eve La Fountain, Jen, Hallie, Reid, Kelly, Amanda Bustamante, Ali C., Kristen, Megan e Ali B. Na 1ª sessão. A 2ª sessão inclui Alana, Carrie, Hallie, Alex, Kelly, Amanda Bustamante, Leela, Sarah, Megan, Ellie e Kiersten.

## Histórico de transmissão
Episódios de todas as três temporadas foram exibidos por vários anos no Disney Channel, terminando com uma série de 3 temporadas durante o ano de 2001. Bug Juice foi posteriormente retirado de ar e não foi mostrado novamente até o verão de 2004, durante o qual os episódios da primeira temporada passaram por ano em ordem cronológica. O último episódio de Bug Juice foi exibido em 20 de agosto de 2004, e não foi mostrado desde então.
Durante o verão de 2006, a Disney começou a publicar mini episódios em seu site, incentivando os espectadores do Disney Channel a fazer logon e visualizar clipes curtos de 5 minutos dos episódios da primeira temporada.

## Retorno
Em 4 de agosto de 2017, foi anunciado que a Disney Channel  fará um reebot da sére com previsão de estreia para 2018. A primeira temporada do reebot ocorrerá no Acampamento Waziyatah, o mesmo local aonde a primeira temporada da versão original foi filmada.